# Nicolas le Pelley
Nicolas le Pelley (1692 – 1742) è stato l'undicesimo Signore di Sark dal 1733 alla morte, avvenuta nel 1742.
Figlio di Susanne Le Gros, che aveva acquistato il titolo di Dama di Sark, e Nicholas Le Pelley, ereditò il titolo alla morte della madre, nel 1733.
Alla sua morte, non essendosi sposato e non avendo generato eredi, il titolo passò al fratello, Daniel le Pelley.